# Краевский, Марек
Марек Краевский (пол. Marek Krajewski; 4 сентября 1966, Вроцлав, Польша) — польский писатель, филолог-классик.

## Биография
В 1981—1985 годах учился в Лицее № 9 им. Юлиуша Словацкого в Вроцлаве. В 1985—1991 изучал классическую филологию во Вроцлавском университете. В 1999 году защитил докторскую диссертацию. Работал преподавателем во Вроцлавском университете. С 2007 г. Краевский занимается профессиональной писательской деятельностью. Книги переведены на 18 языков.

## Награды
- Премия Паспорт «Политики» (2005)
- Награда магазине «Витрина» за лучшую книгу 2005 года
- За вклад в продвижение города был избран послом города Вроцлав (2008)
- Знак отличия «Золотой герб города Львова» (2011)
- Книжная награда им. Георга Дехио (Georg-Dehio-Buchpreis), Берлин 2016

## Интервью
- Марек Краевский: «Главное в моем творчестве — дух города. Грязного, усталого, но прекрасного» («Львовская газета», 3 октября 2007)
- «Марек Краевский — автор детективов» («Профиль», 8 октября 2008)
- Марек Краевский: «Я не пьяница и не бью свою жену» («Друг читателя», 11 октября 2007)
- «Для поляков это неожиданность. Марек Краєвскі, польский писатель, о львовский детектив, охота на авторов и роль читательских забаганок» (недоступная ссылка) («Львовская Почта», 25 октября 2008)
- Марек Краевский: «Свое писательство воспринимаю как обычную работу» («Львовская газета», 16 сентября 2009)
- Марек Краевский: аудио-запись презентации во Львове (недоступная ссылка) («kabi.net», 18 сентября 2009)
- Марек Краевский: «Мои, иногда от раздражающих и брутальные, книжки любят читать женщины» («Sumno.com», 25 сентября 2009)
- Марек Краевский: «Книгу про Львов писал, ходя подворотнями» («Zaxid.net» 28 сентября 2009)
- Марек Краевский: «Если меня читают в метро — это комплимент» («Высокий Замок», 1 октября 2009")
- Марек Краевский: «Меня читают, значит я существую» («Литакцент», 11 января 2010)
- «На ностальгической волны» («Украинская неделя», 20 августа 2010)
- «Почему их читают, а нас — нет» («LB.ua», 27 сентября 2011)
- Марек Краевский: «Как приковать себя к письменному столу» («Украинская правда», 30 сентября 2011)
- Марек Краевский: «Я всегда мечтал стать профессиональным писателем» («Молодой буковинец», 27 ноября 2011)

## Рецензии
- Лилия Хомишинець «Марек Краевский запланировал конец света» («Sumno.com», 21 декабря 2008)
- Вадим Аристов «Кровавые старольвівські приключения» («Друг читателя», 2009)
- Татьяна Трофименко «Что хорошего из Бреслау, или исторический детектив от Марека Краевского» («Буквоед», 21 сентября 2009)
- Татьяна Трофименко «Марек Краевский: из Бреслау до Львова» (недоступная ссылка) («Медиапорт», 2 октября 2009)
- Светлана Самохина «Смерть в Бреслау» (недоступная ссылка) («Зеркало недели», 28 ноября 2009)
- Леся Боброва «Эберхард против Эраста» («Booknik.ru», 6 сентября 2010)
- Константин Родик «Приключения Марека в стране В: „Польский детектив как индикатор украинского литпроцесса“» («Украина молодая», 21 января 2011)
- Андрей Кокотюха «Легенды, мифы и маньяки» («Буквоед», 04 апреля 2011)
- Леся Боброва «Кровавые числа» («booknik.ru», 10 октября 2011)
- Константин Родик «О чём же на самом деле пишет Краевский?» («Украина молода»)